# John Millen
John Charles Millen (Toronto, 18 de octubre de 1960) es un deportista canadiense que compitió en vela en la clase Flying Dutchman. Su hija Mariah compite en el mismo deporte.
Participó en dos Juegos Olímpicos de Verano, en los años 1988 y 1992, obteniendo una medalla de bronce en Seúl 1988, en la clase Flying Dutchman (junto con Frank McLaughlin).
Ganó una medalla de bronce en el Campeonato Mundial de Flying Dutchman de 1986 y dos medallas en el Campeonato Europeo de Flying Dutchman, plata en 1986 y bronce en 1992.

## Palmarés internacional
| \| Juegos Olímpicos \| Juegos Olímpicos \| Juegos Olímpicos \| Juegos Olímpicos \| \| Año \| Lugar \| Medalla \| Clase \| \| ----------------------- \| ----------------------- \| ----------------- \| ---------------- \| \| 1988 \| Seúl (Corea del Sur) \| Medalla de bronce \| Flying Dutchman \| \| Campeonato Mundial \| \| \| \| \| Año \| Lugar \| Medalla \| Clase \| \| 1986 \| Río de Janeiro (Brasil) \| Medalla de bronce \| Flying Dutchman \| \| Campeonato Europeo[n 1] \| \| \| \| \| Año \| Lugar \| Medalla \| Clase \| \| 1986 \| Rijeka (Yugoslavia) \| Medalla de plata \| Flying Dutchman \| \| 1992 \| Tolón (Francia) \| Medalla de bronce \| Flying Dutchman \| |                         |                   |                 |
| Juegos Olímpicos |                         |                   |                 |
| Año | Lugar                   | Medalla           | Clase           |
| 1988 | Seúl (Corea del Sur)    | Medalla de bronce | Flying Dutchman |
| Campeonato Mundial |                         |                   |                 |
| Año | Lugar                   | Medalla           | Clase           |
| 1986 | Río de Janeiro (Brasil) | Medalla de bronce | Flying Dutchman |
| Campeonato Europeo |                         |                   |                 |
| Año | Lugar                   | Medalla           | Clase           |
| 1986 | Rijeka (Yugoslavia)     | Medalla de plata  | Flying Dutchman |
| 1992 | Tolón (Francia)         | Medalla de bronce | Flying Dutchman |

1. ↑  En algunas ediciones del Campeonato Europeo se permitió la participación de regatistas de otros continentes.